# Set Yourself on Fire
Set Yourself on Fire è il terzo album in studio degli Stars, gruppo indie rock canadese. È uscito per l'etichetta indipendente Arts and Crafts nel 2004 in Canada e nel Regno Unito, nel 2005 negli Stati Uniti.
Tra i brani più noti dell'album, Ageless Beauty, divenuto una vera e propria hit in Canada, e Your Ex-Lover is Dead, inserito nella colonna sonora del popolare telefilm The O.C. e più recentemente del film Caos calmo con Nanni Moretti.
Set Yourself on Fire ha ricevuto una nomination ai Juno Award nel 2005 come Miglior Album Alternativo dell'Anno.

## Tracce
1. Your Ex-Lover Is Dead – 4:08
2. Set Yourself on Fire – 5:39
3. Ageless Beauty – 4:05
4. Reunion – 3:41
5. The Big Fight – 5:22
6. What I'm Trying to Say – 3:22
7. One More Night (Your Ex-Lover Remains Dead) – 5:18
8. Sleep Tonight – 2:44
9. The First Five Times – 3:00
10. He Lied About Death – 5:12
11. Celebration Guns – 3:05
12. Soft Revolution – 3:16
13. Calendar Girl – 4:07